# Rhône-et-Loire
1790–1793
Entités précédentes :
- Lyonnais
- Beaujolais
- Forez

Entités suivantes :
- Rhône
- Loire

Le Rhône-et-Loire ou, en forme longue, le département de Rhône-et-Loire, est un ancien département français (1790-1793) comprenant le Lyonnais, le Beaujolais et le Forez et dont le chef-lieu était Lyon.
Le Rhône-et-Loire tire son nom des deux fleuves qui le traversent : le Rhône et la Loire.

## Création
Le Rhône-et-Loire fut l'un des 83 départements créés à la Révolution française, le 4 mars 1790 en application de la loi du 22 décembre 1789, à partir du territoire de la généralité de Lyon elle-même constituée des anciennes provinces du Lyonnais, du Beaujolais et du Forez.
Extrait du rapport du comité de constitution, présenté par Bureau de Pusy, le 8 janvier 1790 :

« Le Lyonnais, le Beaujolais et le Forez présentent ensemble une surface suffisante pour faire un très-beau département. Le Forez, dont la superficie n'est que d'environ 230 lieues [carrées], a demandé avec instance de n'être point réuni avec [la ville de] Lyon sous une même administration ; il aurait volontiers consenti à se joindre au Beaujolais ; mais, dans l'une et dans l'autre supposition, il devenait impossible de faire un département avec le Lyonnais, et le comité [de constitution] a cru convenable que les trois provinces fussent réunies, et que leur étendue, qui est d'environ 360 lieues [carrées], n'était pas excessive, eu égard à l'importance de la ville de Lyon, dont il était nécessaire de balancer l'influence. Si l'Assemblée [nationale constituante] adopte l'opinion du comité, il restera encore une difficulté à lever : elle résulte de la demande que fait le bourg ou faubourg de la Guillotière d'être réuni au Dauphiné. La ville de Lyon réclame avec force contre cette prétention, qui vous sera soumise avec plus de détails. Mais quelle que puisse être la décision que vous preniez sur cet objet, elle n'altérera point essentiellement le département que le comité propose. »

Dès le lendemain, les députés du Lyonnais, Forez et Beaujolais, réunis en « comité départemental », arrêtèrent ce qui suit :

« Les provinces de Lyonnais (y compris la ville de Lyon), de Forez et de Beaujolais, assemblées en comité, ont arrêté et sont demeurées d'accord : 1° de ne faire qu'un département ; 2° d'établir six districts, savoir : l'un à Lyon pour la ville ; le second aussi dans la ville pour la campagne du Lyonnais ; le troisième à Montbrison ; le quatrième à Saint-Étienne ; le cinquième à Roanne, et le sixième à Villefranche. Le présent arrêté pris sous le bon plaisir du comité de constitution et de l'Assemblée nationale, et sous la réserve des trois provinces de demander, comme clause nécessaire, l'établissement d'un nombre de tribunaux du second ordre au-delà de celui des districts, et même de le porter à deux par district. »

« Arrêté, en outre, que le siège du département et de son directoire sera alternativement dans chacun des chefs-lieux de district, dans l'ordre suivant, savoir : Lyon pour la ville, une seconde fois Lyon pour le Lyonnais, Montbrison, Saint-Étienne, Roanne et Villefranche, sauf cependant au département, quand il sera assemblé, à changer ce second arrangement, et en faire tel autre qu'il avisera. »

« Arrêté encore que les trois provinces ne seront morcelées en aucune manière, et qu'elles resteront unies comme elles l'ont toujours été en généralité. »

Le 3 février 1790, l'Assemblée nationale constituante rendit le décret suivant :

« L'assemblée nationale décrète, d'après l'avis du comité de constitution : 1° que le département de Lyonnais, Forez et Beaujolais, est divisé en six districts ; 2° que Lyon, provisoirement chef-lieu de ce département, sera aussi celui de son district, et comprendra la ville, ses faubourgs et ses dépendances, et qu'il sera chef-lieu du district de la campagne ou de l'intérieur ; 3° que les chefs-lieux des autres districts sont : Saint-Étienne, Montbrison, Roanne et Villefranche ; 4° que les séances du département alterneront, en conformité de l'arrêté des députés déposé au comité de constitution, à moins que les électeurs ne préfèrent de fixer définitivement le chef-lieu ; 5° que la paroisse d'Arconsat, qui a été comprise dans le département de l'Auvergne, sur sa limite avec le Forez, appartiendra au département du Lyonnais, Forez et Beaujolais, ou à celui de l'Auvergne, suivant le vœu que formera la pluralité des électeurs de la municipalité de cette ville ; sauf, en faveur des autres villes de ce département, s'il y a lieu, la répartition des établissements qui seront déterminés par la Constitution. »

De 1791 à 1793, les six districts (Campagne de Lyon, Ville de Lyon, Montbrison, Roanne, Saint-Étienne, Villefranche) du département de Rhône-et-Loire fournirent treize bataillons de volontaires nationaux.

## Territoire
Le Rhône-et-Loire recouvrait :

La carte réalisée en 1800 du département Rhône-et-Loire.

- L'actuel département du Rhône et la métropole de Lyon, y compris la commune de La Guillotière, à l'exception cependant des communes suivantes :
  - Bron, Vaulx-en-Velin, Vénissieux, Villeurbanne et Saint-Fons (qui faisait partie de Vénissieux jusqu'en 1888)[1] ;
  - Rillieux et Crépieux-la-Pape[2] ;
  - Colombier-Saugnieu[3] ;
- L'actuel département de la Loire.

### Subdivisions
Dominé par la ville de Lyon, le Rhône-et-Loire, créé le 13 janvier 1790, est composé de six districts subdivisés en cantons :
- Le district de la Ville de Lyon-Ville ;
- Le district de Lyon Campagne ;
- Le district de Montbrison ;
- Le district de Roanne ;
- Le district de Saint-Étienne ;
- Le district de Villefranche.

## Partition

Décret de division du département de Rhône-et-Loire (recto).
Décret de division du département de Rhône-et-Loire (verso).

Le Rhône-et-Loire eut une histoire très courte, puisque le 12 août 1793, à la suite du soulèvement de la ville de Lyon contre la Convention nationale, un arrêté, pris au quartier général de l'armée des Alpes près de Lyon, décidait la partition du département. On voulait ainsi réduire l'influence de Lyon en rébellion en soustrayant à son autorité les districts de Montbrison, Roanne et Saint-Étienne.
Cette partition fut officialisée par l'approbation de la Convention nationale le mardi 19 novembre 1793 (29 brumaire an II).
Deux départements furent alors créés : 
- Le Rhône, réunissant le Lyonnais et le Beaujolais (mais sans la commune de la Guillotière qui fut incorporée au département de l'Isère jusqu'en 1852, date de son rattachement définitif à Lyon[1]). Chef-lieu : Lyon.
- La Loire, correspondant au Forez. Chef-lieu : Feurs, puis Montbrison, et enfin Saint-Étienne à partir de 1855.

C'est l'un des rares cas de bidépartementalisation effectuée en France (avec la Corse).

## Personnalités liées au département
- Antoine-Adrien Lamourette en fut l'évêque constitutionnel et y fut élu député.

## Galerie

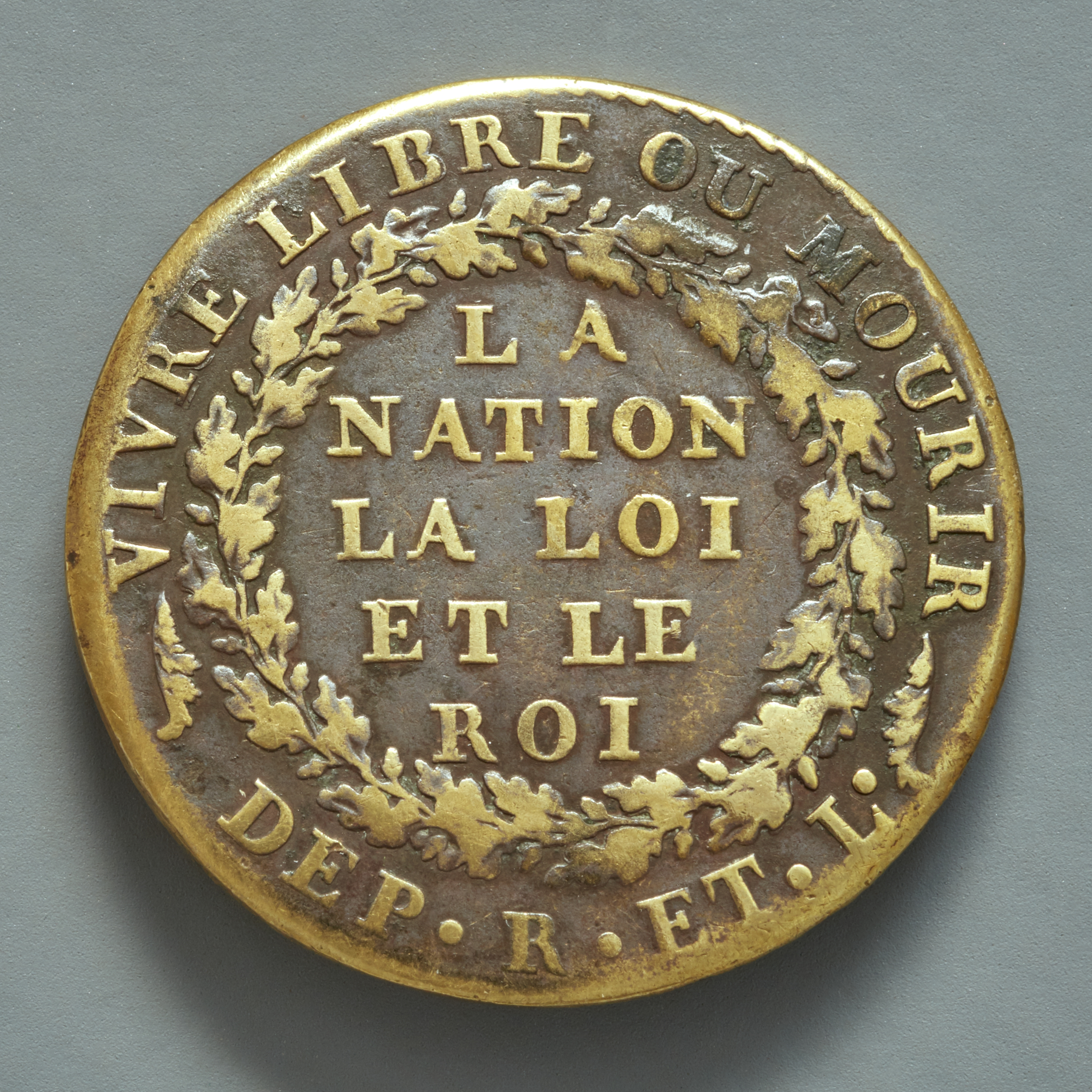
Bouton (musée Carnavalet) : DEP•R•ET•L•.
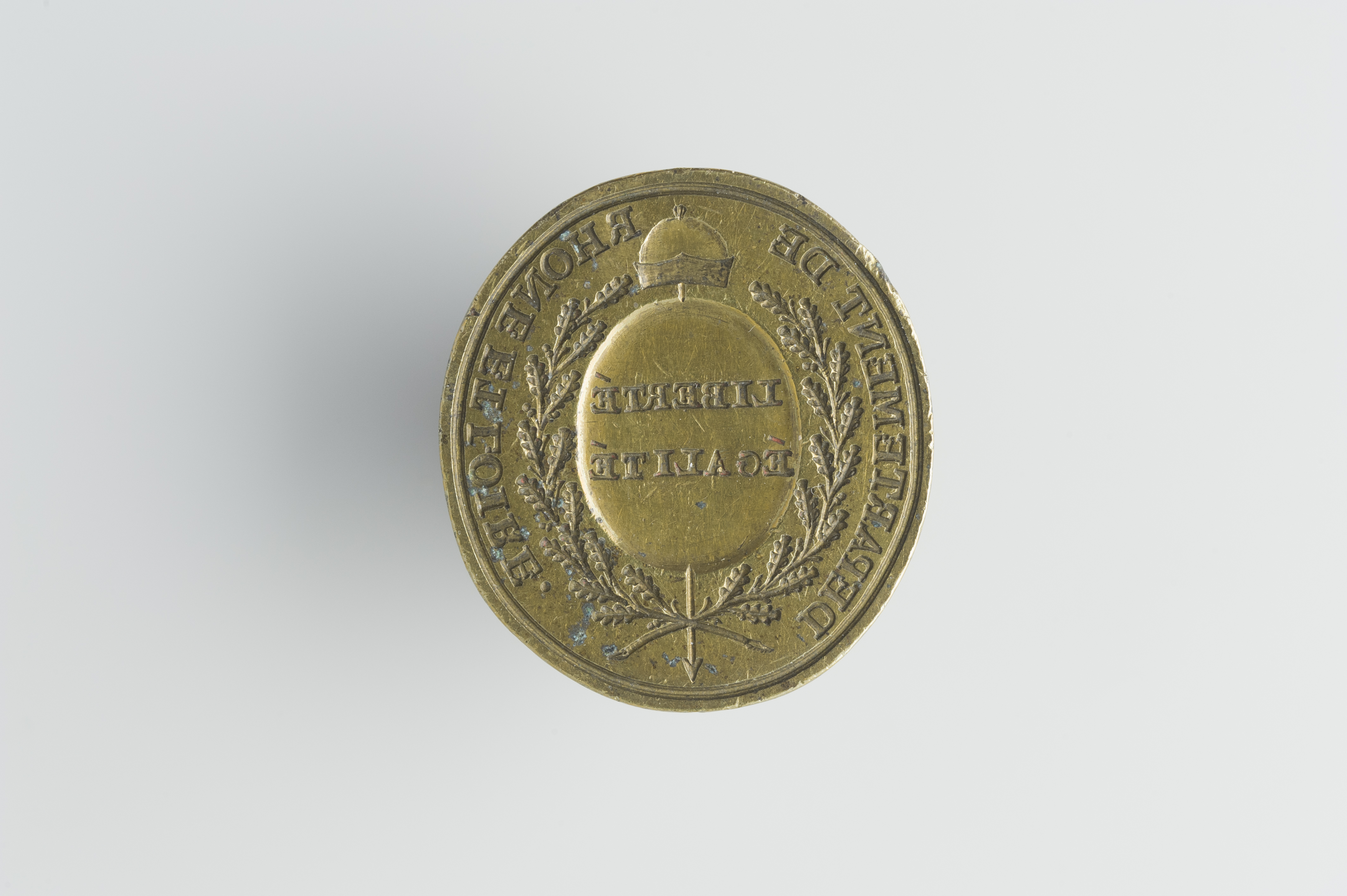
Sceau du département.